# Vítání
Vítání (německy Wittana) je malá vesnice, část obce Srby v okrese Domažlice v Plzeňském kraji. Nachází se asi 2,5 kilometru severozápadně od Srb. Prochází zde silnice II/197. Je zde evidováno 16 adres. V roce 2011 zde trvale žilo patnáct obyvatel.
Vítání je také název katastrálního území o rozloze 2,76 km².
Vesnice je obklopena borovými lesy. Přímo ve vsi se také nachází velký rybník vhodný pro rekreační rybolov. Pořádají se zde i soutěže v chytání ryb. Nedaleko Vítání se nachází koňský ranč v Tasnovicích.

## Historie
První písemná zmínka o vesnici pochází z roku 1379.
Ve Vítání také žil Jan Šejna, československý politik a generál působící v komunistickém Československu. Na začátku pražského jara v roce 1968 ztratil svůj vliv a před zatčením pro hospodářskou kriminalitu utekl do USA, kde pracoval pro CIA. Pro svoji kriminální činnost, spojenou mimo jiné s dodáváním nedostatkového jetelového osiva do JZD, získal přezdívku Semínkový generál.

## Obyvatelstvo
| Rok            | 1869 | 1880 | 1890 | 1900 | 1910 | 1921 | 1930 | 1950 | 1961 | 1970 | 1980 | 1991 | 2001 | 2011 | 2021 |
| -------------- | ---- | ---- | ---- | ---- | ---- | ---- | ---- | ---- | ---- | ---- | ---- | ---- | ---- | ---- | ---- |
| Počet obyvatel | 122  | 127  | 127  | 120  | 129  | 128  | 143  | 40   | 36   | 22   | 22   | 20   | 13   | 15   | 34   |
| Počet domů     | 20   | 21   | 20   | 22   | 21   | 21   | 23   | 21   | 11   | 6    | 6    | 7    | 7    | 9    | 12   |

## Obecní správa
Při sčítání lidu v letech 1850–1879 Vítání bylo osadou obce Tasnovice v okrese Horšův Týn. V letech 1880–1959 bylo samostatnou obcí v okrese Horšovský Týn (v letech 1890–1910 Horšův Týn). V letech 1960–1980 bylo částí obce Srby v okrese Domažlice. Od 1. července 1980 do 30. června 1990 bylo částí obce Meclov v okrese Domažlice. Od 1. července 1990 je opět částí obce Srby v okrese Domažlice.

## Fotogalerie

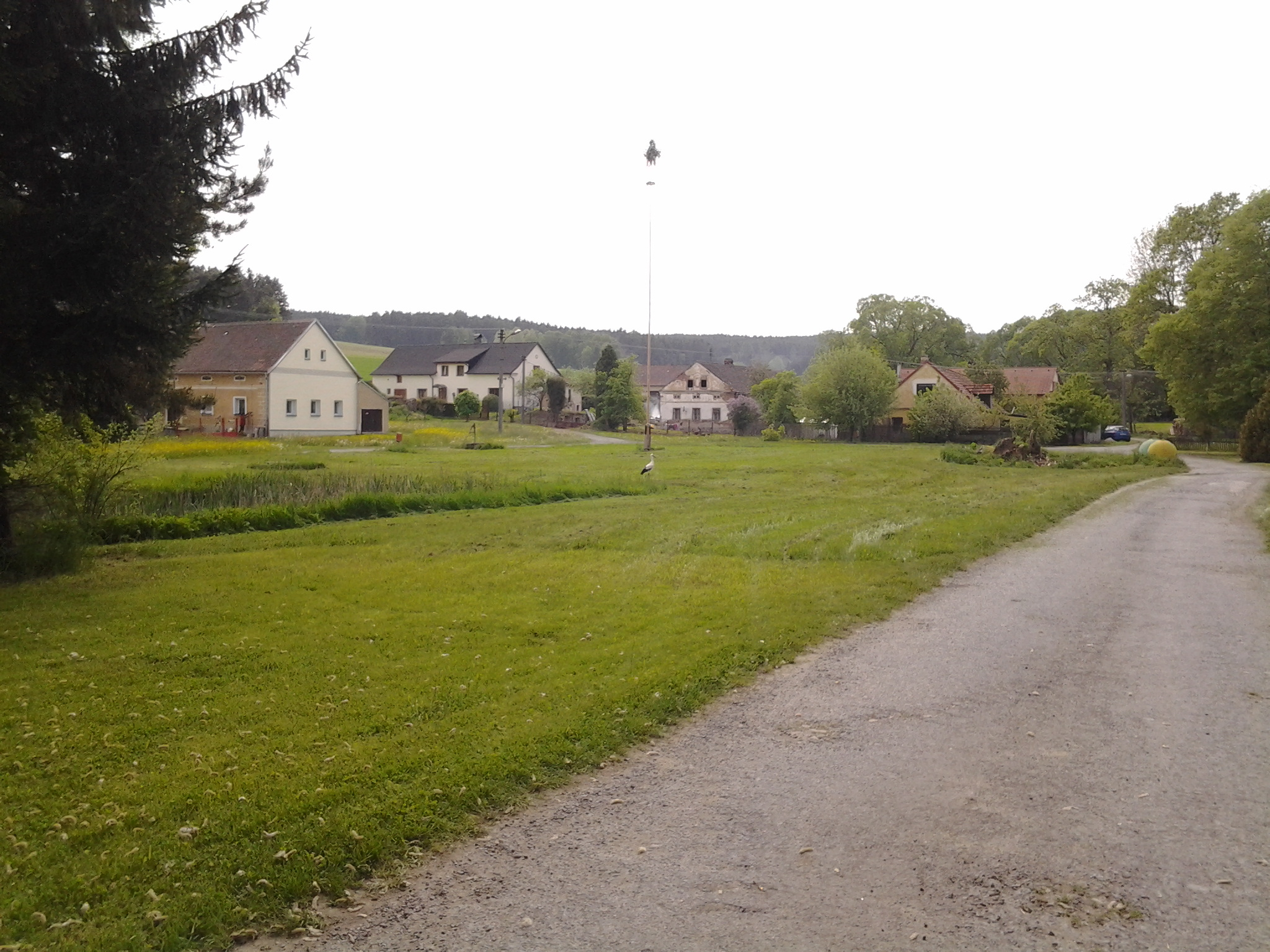
Náves
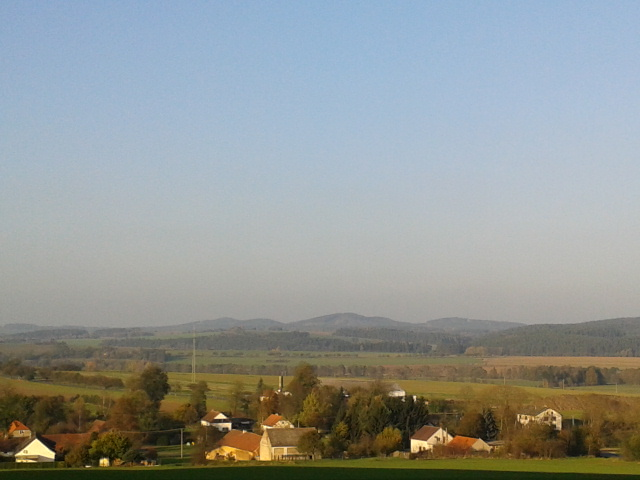
Pohled od lesů
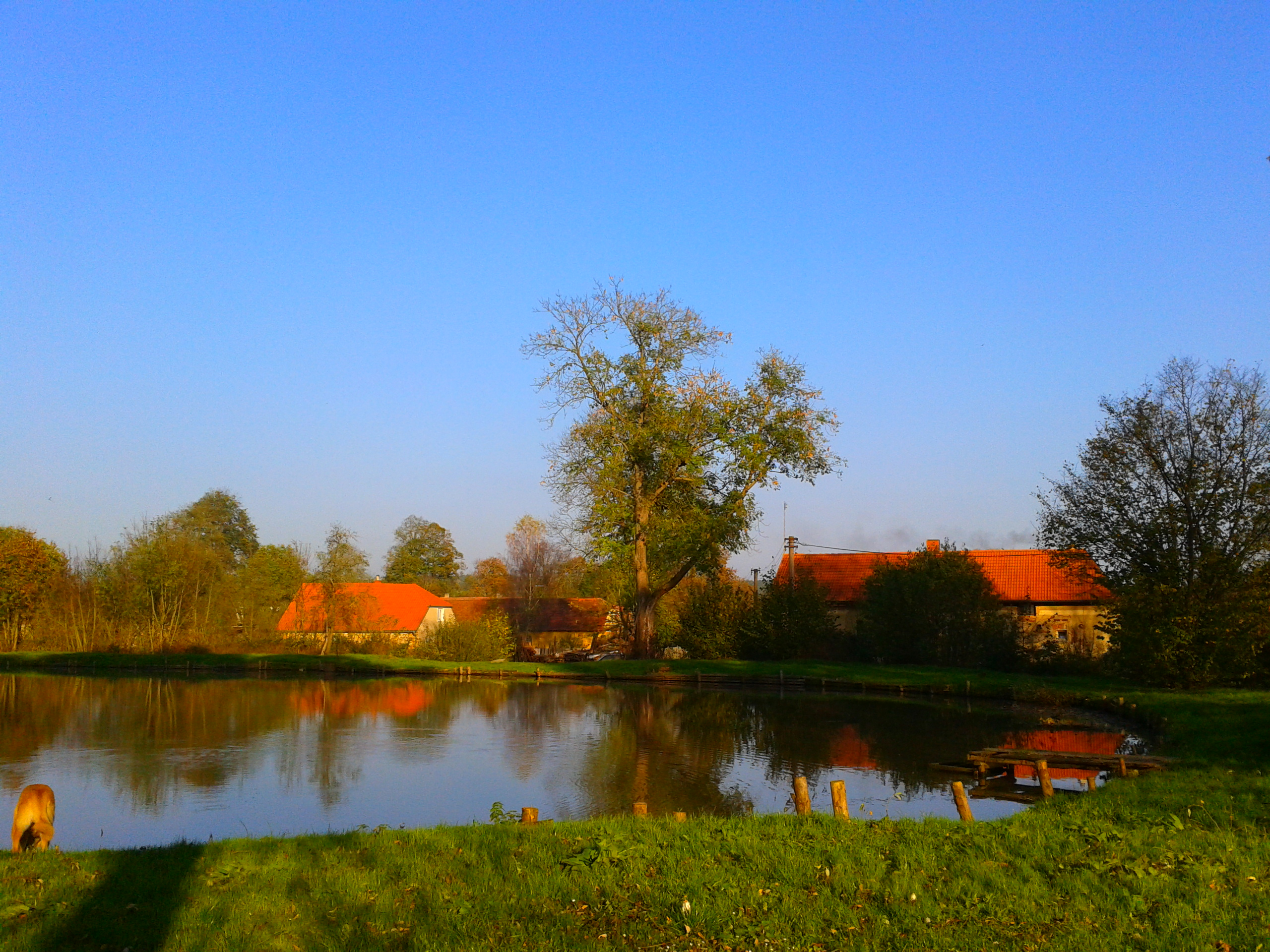
Místní rybník
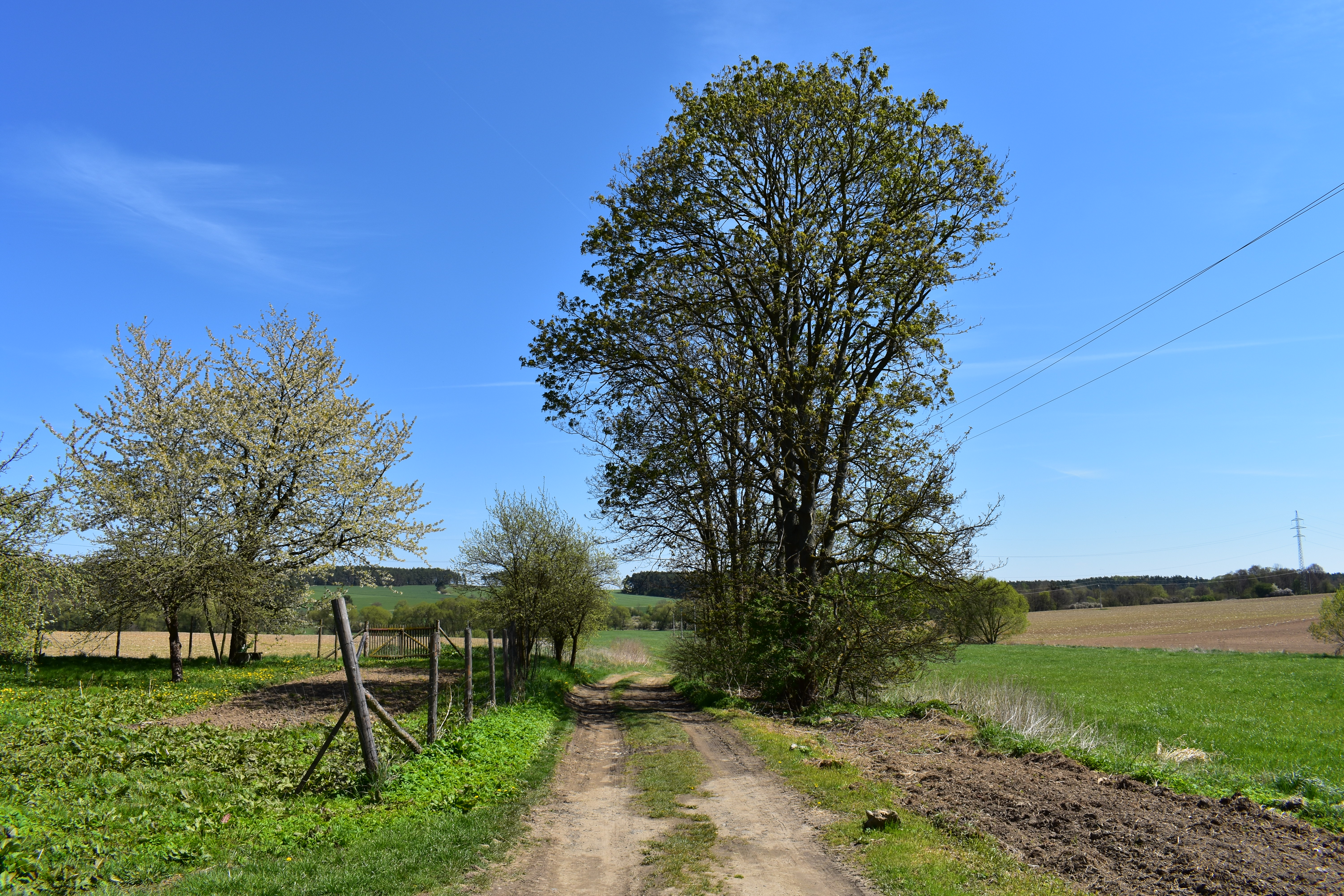
Cesta u domu čp. 17
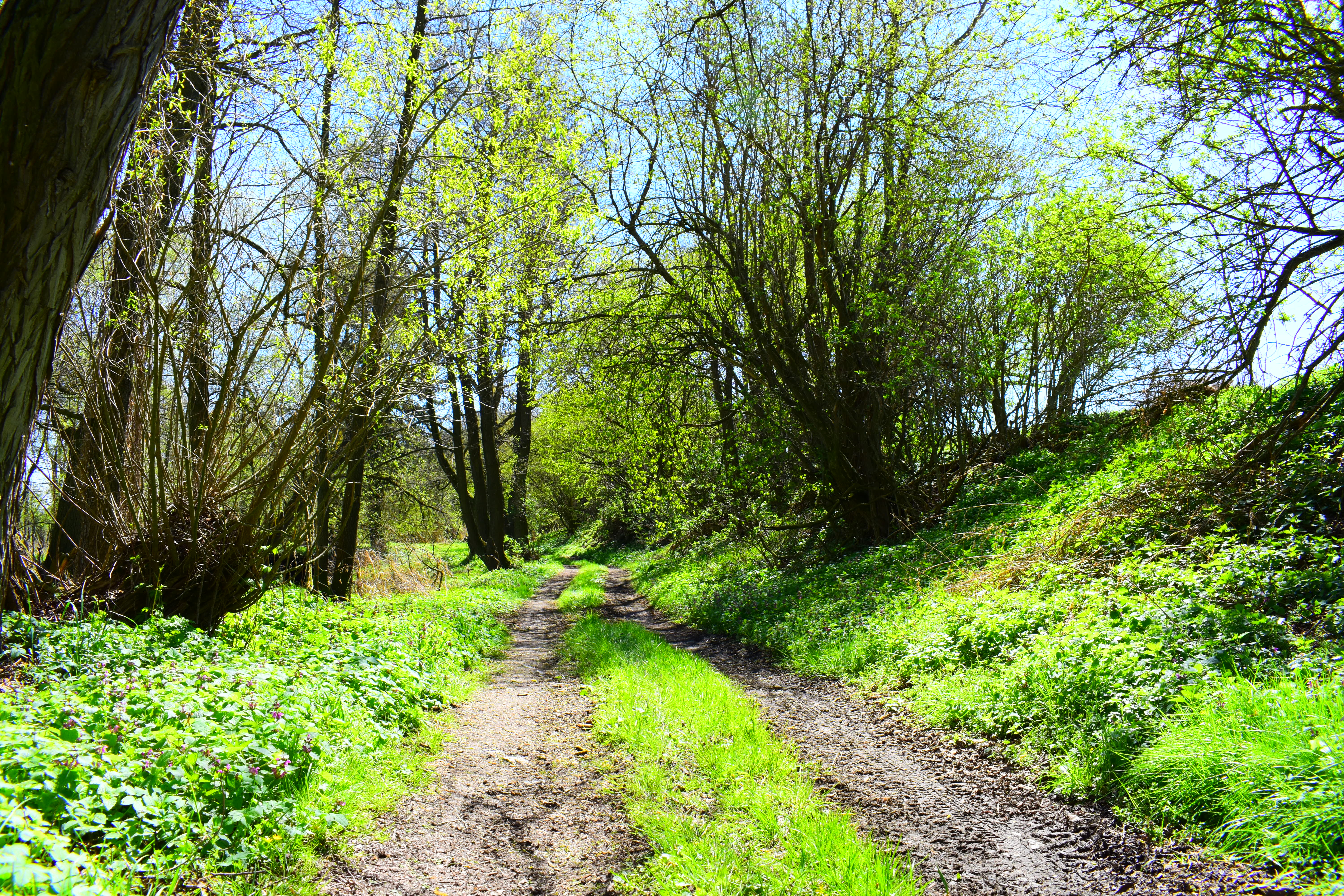
Tzv. cesta na Dlabač
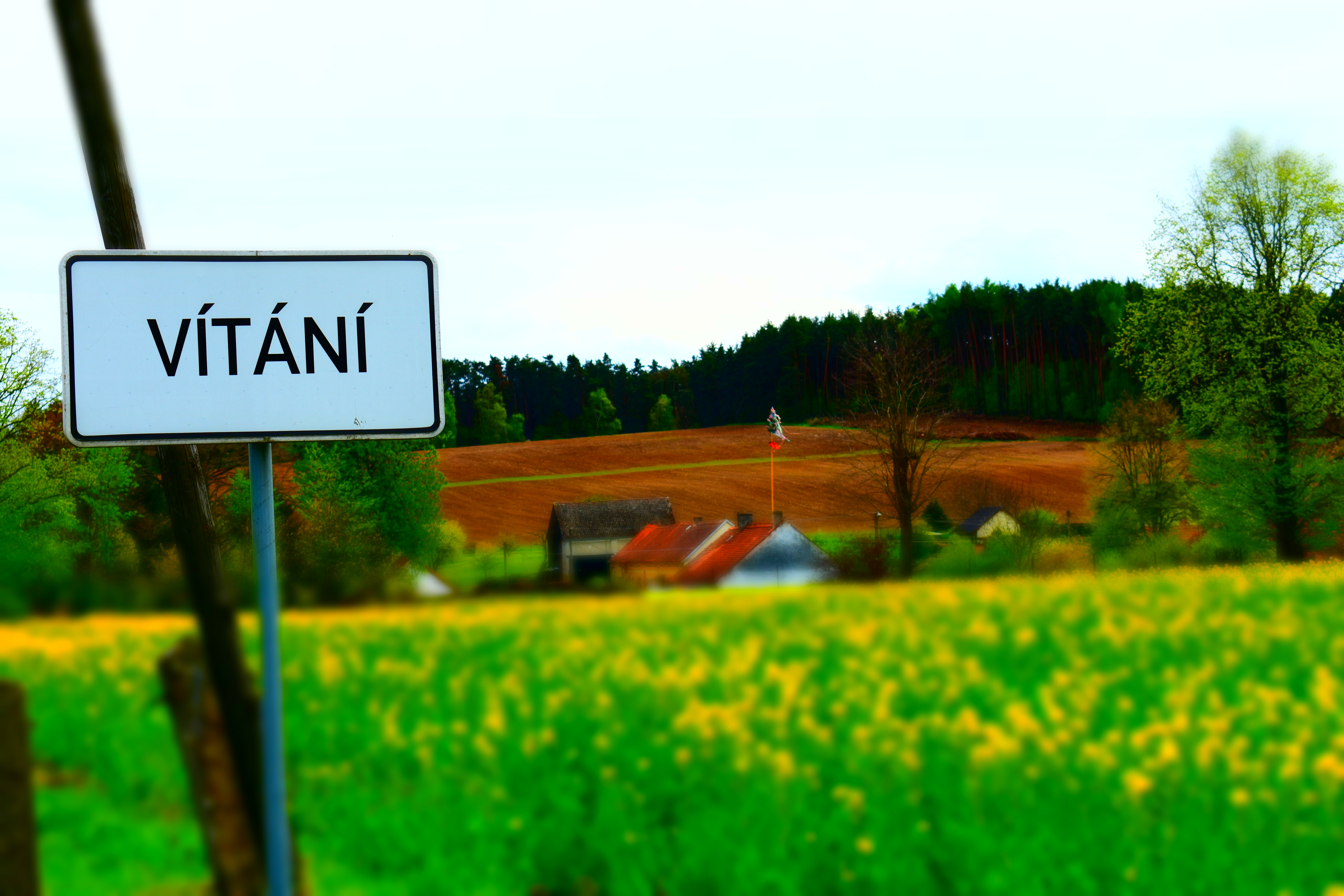
Cedule obce
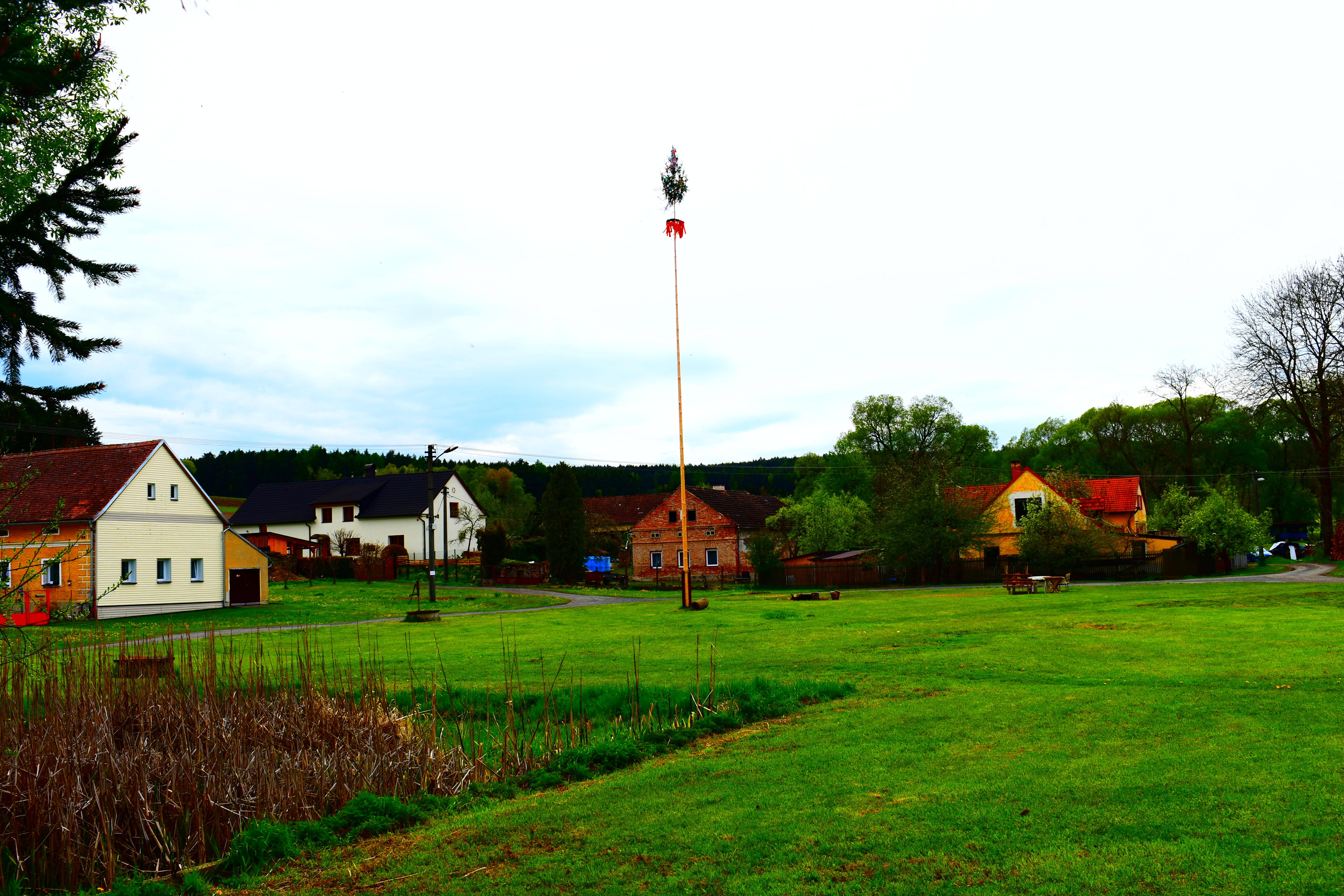
Pohled na náves